# Норвегія на Європейських іграх 2015
Норвегія на перших Європейських іграх у Баку була представлена 57 атлетами.

## Медалісти
| Медаль | Спортсмен         | Спорт      | Дисципліна                      |
| ------ | ----------------- | ---------- | ------------------------------- |
| Бронза | Грейс Буллен      | Боротьба   | До 58 кг вільним стилем (жінки) |
| Бронза | Бартош П'ясецький | Фехтування | Індивідуальна сабля (чоловіки)  |